# 平鳞钝头蛇
平鳞钝头蛇（学名：Pareas boulengeri）为游蛇科钝头蛇属的爬行动物，俗名黄狗蛇、钝头蛇。在中国大陆，分布于江苏、浙江、安徽、福建、江西、广东、广西、四川、贵州、云南、陕西、甘肃等地，常栖息于山区林间。其生存的海拔范围为313至1360米。该物种的模式产地在贵州。

## 保护
本种于2023年被收录入《有重要生态、科学、社会价值的陆生野生动物名录》。